# النظرية المثالية

## الرياضيات
في الرياضيات النظرية المثالية هي نظرية عن المثاليات في الحلقات الإبدالية. وهذه التسمية سابقة للتسمية المعاصرة الجبر الإبدالي. وقد نشأت في الربع الأول من القرن العشرين كنتيجة لاعتبارات محورية في الجبر الإبدالي (مثل مبرهنة لاسكر-نويثر في الهندسة الجبرية، وزمرة أصناف المثاليات في نظرية الأعداد جبريا). واستخدم المصطلح في كتاب فان دن فأردن (له أثر كبير) بتاريخ قريب من 1930.

## الفلسفة السياسية
تشير النظرية المثالية في الفلسفة السياسية إلى الحجج حول الترتيبات الاجتماعية أو التسويات الاجتماعية بافتراضات ملائمة. وتُربط هذه العبارة بكتابات جون رولس.